# Clora
La clora o centaura groga (Blackstonia perfoliata) és una espècie de planta de la família de la genciana que es troba a la conca del Mediterrani arribant al nord-oest d'Europa (al nord fins al centre d'Anglaterra i d'Irlanda) i també a tots els Països Catalans.
Entre els fongs patògens que afecten aquesta planta es troba Peronospora chlorae.

## Descripció

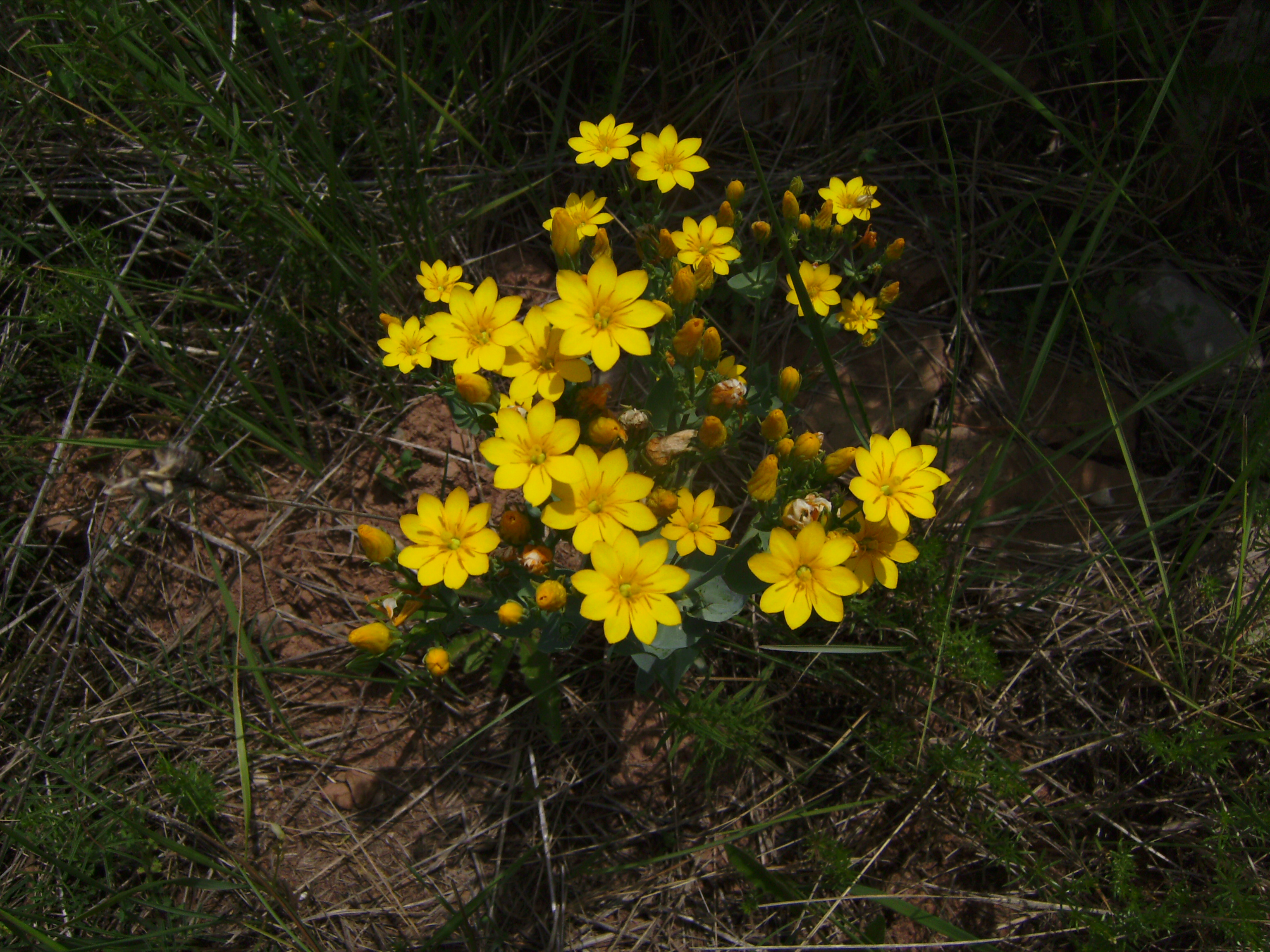
Un grup de clores a Castelltallat

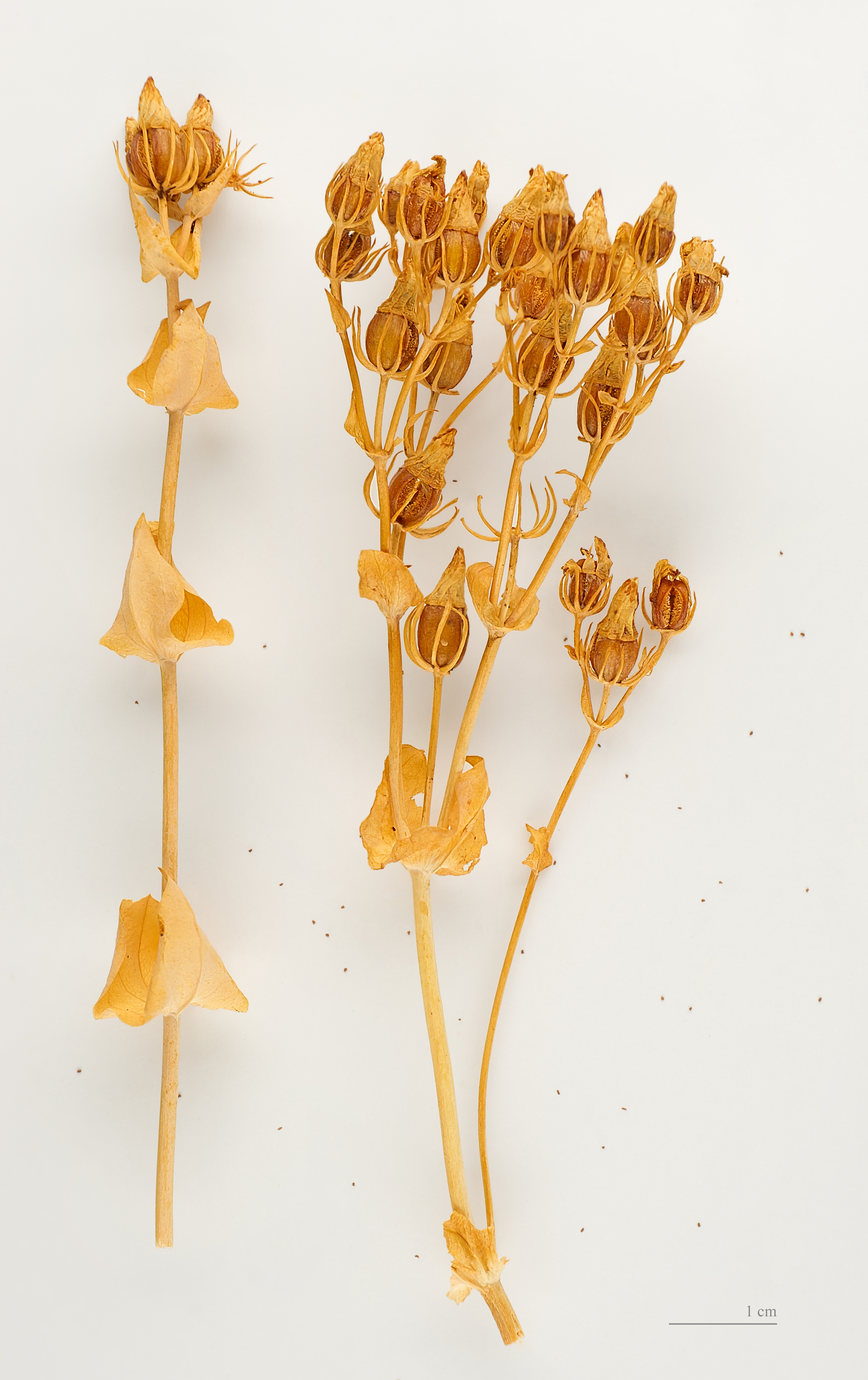
Blackstonia perfoliata

La clora és una planta anual, herba erecta i glabra de fins, com a màxim, 80 cm d'alçada. Les fulles són ovades, agudes de 0,3 -10 x 0,2- 3,5 cm; les flors són pedicel·lades en dicasi;corol·la groga, fruit en càpsula ovoide. Floreix d'abril a setembre. Viu des del nivell del mar fins a 1425 m d'altitud.

## Hàbitat
Viu en herbeis humits o poc secs.Als Països Catalans es troba les subespècies: perfoliata, grandiflora i imperfoliata.